# Ilhéu do Monchique

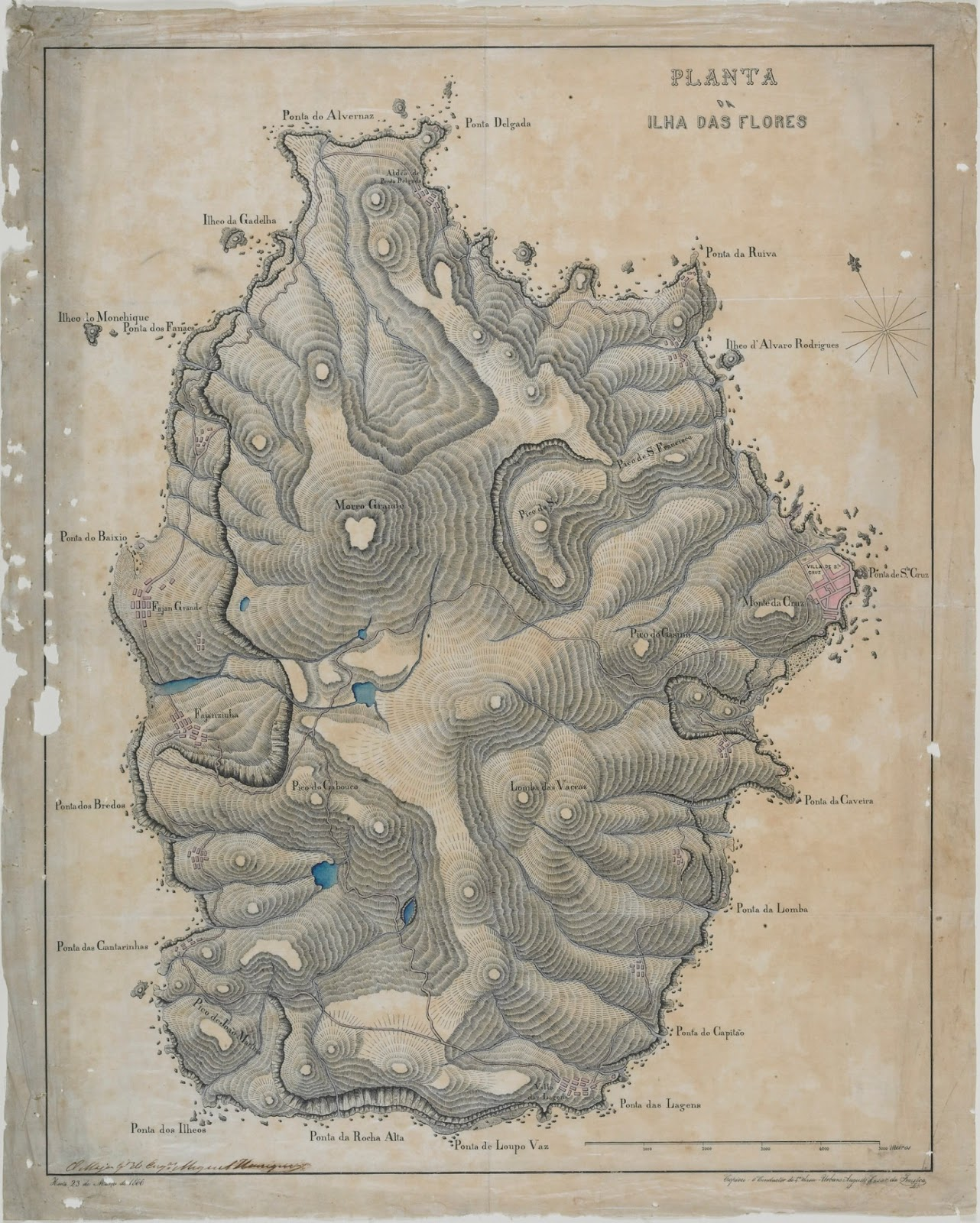

Die Ilhéu do Monchique ist ein großer, 43 Meter hoher basaltischer Vulkanfelsen im Atlantik; sie ist der portugiesischen Azoren-Insel Flores westlich vorgelagert und von dieser 1,7 km entfernt.
Ilhéu do Monchique ist die westlichste Insel der Azoren und liegt gut vier Kilometer nördlich der Ortschaft Fajã Grande auf Flores. Auch wenn der Ort auf dem Mittelatlantischen Rücken bereits auf der Nordamerikanischen Platte liegt, wird die Insel oftmals als der westlichste Punkt Europas angesehen. Zu Zeiten der christlichen Seefahrt diente Monchique der Kalibrierung der Messinstrumente zur Positionsbestimmung nach den Gestirnen.
Die Insel und das sie umgebende Gewässer zeichnen sich durch eine hohe Biodiversität aus. In der Brandungszone gibt es Mollusken wie die Gemeine Napfschnecke und im Meer schwimmt der Meerjunker. Wale erscheinen jahreszeitabhängig.
In Lajes das Flores erscheint als einzige Zeitung der Insel (nach dem Felsen benannt) monatlich die O Monchique.